# Ода Нобунага
Ода Нобунага (јап. 織田信長; 23. јун 1534 — 21. јун 1582), био је јапански даимјо. Он се на изразито суров начин обрачунавао са противницима, своју репутацију градио је као брутални господар рата. Међутим, истовремено је био и велики патрон културе, и један од најбитнијих особа које су утицале на развој фантастичне културе у Азучи-Момојама периоду.

## Борбе за уједињење Јапана

### Криза наслеђа
Године 1551, Ода Нобухиде је неочекивано умро. Према предању Нобунага се недостојно понашао током његове сахране, бацајући церемонијални тамјан на олтар. Иако је Нобунага био Нобухидеов легитимни наследник, дошло је до кризе сукцесије када су му се поједини припадници из клана Ода супротставили. Нобунага је, сакупивши око 1.000 људи, потиснуо непријатељске чланове своје породице и њихове савезнике.
Нешто касније 1551. године, војска Имагаве под командом Имагаве Сесаја опседала је замак Анџо, где је живео Ода Нобухиро, незаконити Нобухидеов син и најстарији брат Нобунаге. Нобухиро је био заробљен, али је спашен када је Нобунага предао једног од својих талаца у храму Хоншоџи, деветогодишњег Мацудајру Такечија – касније познатог као Токугава Иејасу – да надокнади то што није обуставио опсаду Анџоа. Касније је Нобухиро сковао заверу против Нобунаге уз асистенцију Саито Јошитацуа, али је Нобунага опростио Нобухиру након што је завера пропала.

### Вођа клана Ода
Ода Нобунага рођен је као најстарији син и наследник Ода Нобухиде, једног од мањих великаша из провинције Овари (западни део данашње префектуре Аичи). Иако је титула војног гувернера (шуго-а) провинције Овари у току Сенгоку периода званично припадала старој аристократској породици Шиба (рођацима шогуна Ашикага), стварна власт била је у рукама њихових пређашњих вазала, подгувернера (шугодај-а) из породице Ода. Четири горња (северна) округа провинције била су под управом Ода из замка Ивакура, а четири доња (јужна) припадала су Одама из замка Кијосу. Ода Нобухиде није припадао владајућој грани породице, већ је био вазал својих моћнијих рођака, Ода из Кијосу-а, и наследио је од оца (Ода Нобусада) мали феудални посед на јужној обали Оварија, који је у низу похода проширио на рачун великаша из суседних провинција Микава (на истоку) и Мино (на северу). Након неуспешног рата са господарем провинције Мино, Саито Досаном, Нобухиде је склопио мир тако што је оженио свог наследника, Нобунагу, Досановом ћерком Кичо (у историји позната као Нохиме). Исцрпљен непрекидним ратним напорима, Нобухиде је умро 1552. након изненадне болести, у 41. години.
Потпомогнут од стране свог таста Саито Досана и стрица Ода Нобумицуа (који је убијен 1566. године), Нобунага је 1555. године заузео Кијосу, убио шугодај-а Ода Хикорого-а, и своју престоницу преселио из Нагоје у ово место. Сазнавши 1557. године да његов млађи брат Ода Нобујуки кује заверу против њега, Нобунага је исценирао своју болест, да би натерао брата да га посети, а онда га убио.

### Савез са кланом Токугава
Године 1562. склопљен је савез између Нобунаге и даимјо-а из провинције Микава (данашња префектура Аичи) Мацудаира Мотојасу-а (који ће касније постати шогун Токугава Ијејасу). За разлику од привремених тактичких савеза карактеристичних за Сенгоку период, ово се испоставило као трајни савез, веома користан за обе стране. Са осигураном источном страном територије, Нобунага је сада могао да се сконцентрише на север и запад. Почевши од 1561. године, Нобунага је константно нападао провинцију Мино (данашња префектура Гифу), а у зиму 1564. године је преселио своје седиште из Кијосу-а у Комаки, не би ли био ближи ратним операцијама. Освајањем Миноа, Нобунага је стекао контролу над другом провинцијом богате агрикултуре, после Овари, и заслужио звање великог даимјоа.

### Рат са кланом Такеда и освајање Кјота
До 1572. године Нобунага и коалиције склапане против њега су релативно биле у примирју. Нобунагини непријатељи су решили да прекину ову пат позицију убеђивањем моћног даимјоа са истока, Такеда Шингена, да им се придружи, што је он и прихватио. Новембра 1572. године Шинген започиње сукобе са Нобунагом. 6. јануара 1573. поразио је уједињену војску Токугаве Ијејасуа и Нобунаге у бици Микатагахара у провинцији Тотоми. Два месеца касније заузео је Ноду, тврђаву у Микави, зашавши на тај начин веома дубоко у Ијејасуову територију. Охрабрен овим Шингеновим успесима, шогун Јошиаки, који је био осрамоћен и приморан да потпише примирје са Нобунагом, подиже војску против Нобунаге. Међутим, охрабрен изненадном смрћу Такеда Шингена, Нобунага почетком маја 1573. године окружује Кјото са огромном војском, и методички спаљује део по део престонице како би истерао Јошиакија. Када је Камигјо, један од виталних делова престонице спаљен, шогун се предао. Када је поново подигао побуну у мају, Нобунага га је протерао из Кјота. Муромачи шогунат наставио је да постоји све до 1588. године, када је Јошиаки абдицирао. Овај шогунат је заменила Нобунагина хегемонија.
Наредне победе над скоро свим суседним владарима замало да буду помрачене побуном у провинцији Ечизен, почетком 1574. године, када је та провинција потпала под утицај Џодо Шин секте. Клан Такеда, предвођен Шингеновим сином Кацујоријем, тада је извршио инвазију на Ијејасуову територију. Нобунага је повратио изгубљене територије спектакуларном победом над Такеда Кацујоријем 1575. године у бици за Нагашино, у провинцији Микава, и бруталним покољем великог броја монто-а (припадника Џодо Шиншу секте) у Ечизену. Нобунага је сада под својом управом имао Кјото и пет провинција региона Кинки око њега, као и провинције Микава и Тотоми, поседе Токугава Ијејасуа, који је признао Нобунагину превласт над овим територијама.

## У популарној култури
Нобунага се често појављује у фикцији и бива портретисан у многим различитим стриповима, мангама, видео играма и дугометражним филмовима. Многе представе га показују као особу злобне или чак демонске природе, мада има и оних га неки приказују у позитивнијем светлу. Овај други тип радова укључује филм Акире Куросаве Кагемуша, који портретише Нобунага као енергетичну, атлетску особу, са поштовањем према својим непријатељима. Филм Гоемон га приказује као светог ментора Ишикаве Гоемона. Нобунага је централни карактер у историјској новели Еиџи Јошикаве Тајко Ки, где је он чврст, али добронамеран господар. Нобунага је исто тако портретисан у херојском светлу у појединим видео играма као што су Кесен III, Нинџа Гејден II, и серија Ратници Орочи, док се у аниме серији „Нобунага не Шиноби” он приказује као љубазна особа, као и особа која је велики сладокусац.
Насупрот томе, роман и аниме серија Јодотен портретише Нобунага као дословног демона, поред тога што је војног заповедник опседну стицањем моћи. У роману Самурајске приче аутора Ерика Кристијана Хаугарда, он је приказан као антагонист „познат по својој немилосрдној окрутности”. Он је приказан као злобник или мегаломан у неким серијама аниме и манга, поупу Самурај Дипер Кјо и Пламен Реке. Нобунага је портретисан као зао, злобан, крвожедан и/или демонско биће у многим видео играма као што су Нинџа мајстори, Сенгоку, Maplestory, Ининдо: Пут нинџи и Атлантика онлајн, и серијама видео игара Онимуша, Самурајски ратници, Сенгоку Басара (дословно демонски и бездушан) (и њеној аниме адаптацији), и Душа.
Нубуга је много пута приказиван у неутралнијем или историјском оквиру, посебно у Тајга драмама приказиваним на телевизији у Јапану. Ода Набунага се јавља у манга серијама Реп Месеца, Какчу не Сенши Гаму, и историјској фикцији Цуџи Кунуа Сигнор: Шогун зараћених држава. Историјске репрезентације у видео играма (углавном стратегијским насловима направљеним на западу) обухватају Шогун: Тотални рат, Тотални рат: Шогун 2, Трон таме, истоимена серија Нубугина амбиција, као и Цивилизација V и Доба царства II: Освајачи. Каменаши Казуја из јапанске поп групе KAT-TUN је написао и извео песму са насловом „1582”, која је написана са перспективе Мори Ранмаруа током удара у храму у Хоно.